# Plano de Casa Mata
O plano da Casa Mata foi proclamado em 1 de fevereiro de 1823, por Antonio López de Santa Anna em Casamata, Tamaulipas, que mais tarde se juntaria a Vicente Guerrero, Nicolás Bravo e chefes do exército imperial (incluindo o exército de Iturbide) como José Antonio de Echávarri, Luis Cortázar e Rábago e José María Lobato. Ele pretendia restabelecer o congresso e declarar o império nulo, não reconhecendo Iturbide como imperador do México.